# E573
E573 eller Europaväg 573 är en 190 km lång europaväg som går från Püspökladány i Ungern till Uzjhorod i Ukraina. 

## Sträckning
Püspökladány - Nyiregyhása - (gräns Ungern-Ukraina) - Tjop - Uzjhorod

## Standard
Vägen är landsväg hela sträckan. 

## Anslutningar till andra europavägar
- E60
- E50